# Lac Ter
Le lac Ter est un petit lac situé dans la vallée de Joux, dans le canton de Vaud, en Suisse.

## Géographie
Il est entièrement compris dans le territoire de la commune du Lieu. Il est alimenté par deux petits cours d'eau. Comme les deux plus grands lacs de la vallée de Joux, le lac de Joux et le lac Brenet, il ne possède pas d'écoulement visible en surface. Ses eaux le quittent de manière souterraine.